# 주희정
주희정(朱熙正, 1977년 2월 4일 ~ )은 대한민국의 농구 선수로, 포지션은 포인트가드이다.

## 출신 학교
- 대신초등학교
- 경남중학교
- 동아고등학교

## 약력
- 1997년~1998년: 원주 나래 블루버드 입단(연습생)
- 1998년~2005년: 서울 삼성 썬더스
- 2005년~2009년: 안양 KT&G 카이츠
- 2009년~2015년: 서울 SK 나이츠
- 2015년~2017년: 서울 삼성 썬더스
- 2020년~ : 고려대학교 농구단 감독

## 방송 출연
- 1999년 7월 1일 KBS2 퀴즈탐험 신비의 세계 - (신기성, 유열과 함께 출연)

## 수상 경력
- 1997-98 FILA배 프로농구 최우수신인상(신인왕)
- 2000-01 애니콜 프로농구 챔피언결정전 최우수선수(MVP)
- 2008-09 동부프로미 프로농구 정규리그 최우수선수(MVP)

## 가족 관계
- 배우자: 박서인(1978년~)
  - 장녀: 주서희(2005년~)
  - 차녀: 주서정(2008년~)
  - 아들: 주지우(2010년~)
  - 삼녀: 주서우(2010년~)